# Zoran Živković (Politiker)

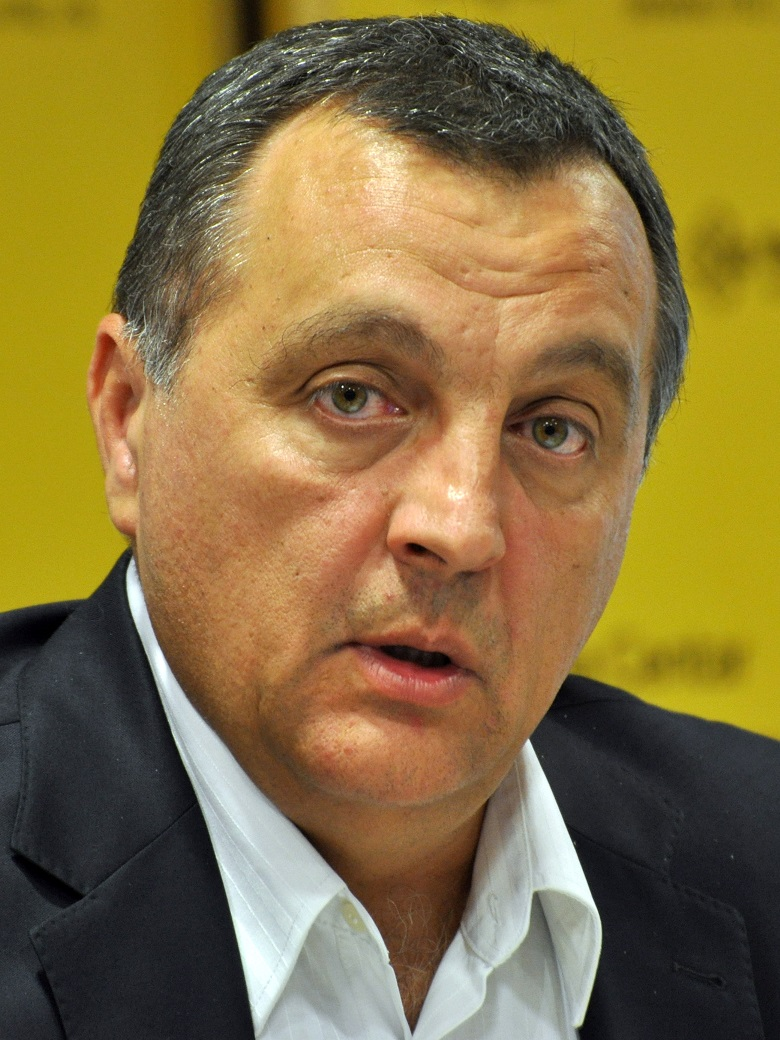
Zoran Živković (Mai 2012)

Zoran Živković (kyrillisch Зоран Живковић; * 22. Dezember 1960 in Niš) ist ein serbischer Politiker (bis 2013 in der Demokratischen Partei, DS) und war von 2003 bis 2004 Ministerpräsident des Landes.

## Leben
Živković wuchs im südserbischen Niš auf, machte dort seinen Schulabschluss und studierte anschließend an der Universität Belgrad Wirtschaftswissenschaften. Heute lebt er mit seiner Ehefrau Biserka und den beiden Kindern Milena und Marko in Niš.

## Politik
Zoran Živković trat 1992 in die Demokratische Partei ein und kam für sie in das serbische Parlament. Nach den Kommunalwahlen von 1996, deren Ergebnisse von der Regierung Miloševićs zunächst nicht anerkannt wurden, leitete er die Proteste in Niš und wurde nach deren Erfolg schließlich – wie Đinđić in Belgrad – zum ersten demokratisch gewählten Bürgermeister seiner Stadt. Nach dem Sturz Miloševićs im Jahr 2000 wurde Živković Innenminister der Bundesrepublik Jugoslawien.
Am 18. März 2003 – sechs Tage nach der Ermordung seines Vorgängers Zoran Đinđić – wurde Živković vom serbischen Parlament zum neuen Premierminister gewählt. Er kündigte an, den Kurs seines Vorgängers weiter zu verfolgen. Vor den Parlamentswahlen knapp ein Jahr später verlor er jedoch auf dem Parteitag der DS die Wahl zum Parteivorsitzenden gegen Boris Tadić, der in der Folge auch Präsidentschaftskandidat wurde und die Wahlen im Juni 2004 gewann. Živković zog sich aus dem politischen Alltagsgeschehen weitgehend zurück und hatte in der DS zuletzt keine Ämter mehr inne.
Seit 2013 ist er Präsident der Nova Stranka, die sich im April 2013 gegründet hat.